# Idioma gunai
El idioma gunai ( /ˈɡʌnaɪ/ GUN-eye, también llamado Gunnai, Ganai, Gaanay,  Kurnai, Kurnay  /ˈkɜːrnaɪ/ KUR-nye) es un grupo de dialectos aborigen australiano del pueblo Gunai en Gippsland en el sureste de Victoria. El bidawal era un dialecto divergente o un idioma estrechamente relacionado.

## Variedades
Gunai significa 'hombre'. El idioma no tenía un nombre tradicional, pero se hacía referencia a cada uno de sus dialectos por separado.
En un informe de 1996 a la Corporación Aborigen Victoriana de Idiomas, Clark se refiere a cinco dialectos Gunai: Brabralung, Braiakalung, Brataualung, Krauatungalung and Tatungalung.
- Brabralung (Bra = hombre, lung = perteneciente a) ubicado en el centro de Gippsland.
- Braiakalung (Bra = hombre, ak = oeste, lung = pertenecer a) ubicado alrededor de Sale hasta las montañas.
- Brataualung (hombres pertenecientes a este lugar que tienen fuego; Bra = hombres, Taua o towera = fuego, lung = perteneciente a) ubicado al sur de Gippsland.
- Krauatungalung (Kraut = Este, lung = perteneciente a) ubicado al este del Río Nevado.
- Tatungalung (tat = mar, lung = perteneciente a) ubicado en la zona costera entre Lake King y Lake Wellington.[4]

Los dialectos de Gunai se han confundido con Muk-thang/Bidawal; aquí parece haber dos idiomas distintos, pero no está claro qué variedad pertenece a cuál.

## Fonología
Al igual que otros idiomas victorianos, Gunai permitía ⟨l⟩ en sus palabras. Sin embargo, también permitió ⟨rr⟩, y así como los racimos ⟨gr⟩ (⟨kr⟩) y ⟨br⟩ (⟨pr⟩). Esto es bastante inusual para un idioma australiano, y el mismo patrón se encontró en las lenguas de Tasmania a través del Estrecho de Bass.

### Consonantes
|             | Labial | Dental | Alveolar | Retrofleja | Palatal | Velar |
| ----------- | ------ | ------ | -------- | ---------- | ------- | ----- |
| Oclusiva    | p/b    | t̪/d̪    | t/d      | ʈ/ɖ        | c/ɟ     | k/ɡ   |
| Nasal       | m      | n̪      | n        | ɳ          | ɲ       | ŋ     |
| Rótica      |        |        | r        |            |         |       |
| Lateral     |        |        | l        |            |         |       |
| Aproximante | w      |        |          | ɻ          | j       |       |

### Vocales
|         | Anterior | Central | Posterior |
| ------- | -------- | ------- | --------- |
| Cerrada | i        |         | u         |
| Media   | e        |         | o         |
| Abierta |          | a       |           |

## Lengua revivida
Desde principios de la década de 1990, la organización Corporación aborigen victoriana para los idiomas (VACL) estableció el programa de idioma Yirruk-Tinnor Gunnai / Kŭrnai que se centró en revivir y recuperar el idioma gunnai de Gippsland. Doris Paton, coordinadora del programa y Lynnette Solomon-Dent, trabajadora lingüística y consultora están involucradas en el programa. Han sido responsables de desarrollar una serie de materiales de recursos para apoyar y educar un mayor conocimiento del idioma y la cultura gunnai. Lynnette Solomon-Dent coescribió con Christina Eira, la lingüista de VACL, la Autoridad de Evaluación y Currículo de Victoria (VCAA) Idiomas, culturas y recuperación aborígenes en las escuelas de Victoria: estándares P-10 y protocolos y participaron en el VCE Estudio de Renacimiento y Recuperación. Estos documentos y recursos didácticos se utilizan colectivamente para educar a niños en edad escolar P-10, VCE, instituciones de educación superior y miembros de la comunidad aborigen, para ampliar su conocimiento y permitir que los miembros de la comunidad continúen educando a las generaciones futuras.

## Lugares posiblemente derivados del idioma Gunai
Varios nombres de lugares en el país de Gunai presentan el final -munjie, que significa "lugar".
| Lugar                       | Origen |
| --------------------------- | --- |
| Boolarra                    | Se cree que significa "mucho". |
| Briagolong                  | Del nombre del clan Braiakulung. |
| Buchan                      | De Bukkan-munjie, que significa "lugar de la bolsa". |
| Croajingolong National Park | Del nombre del clan Krauatungulung. |
| Moe                         | Del término Mouay que significa "pantano", en referencia al gran pantano presente antes de ser drenado por los primeros colonos europeos. |
| Moondarra                   | "Rayo" |
| Morwell                     | Supuestamente, la forma anglosajona de las palabras Gunai more willie que significa "zarigüeya lanuda". Sin embargo, otras fuentes debaten esto, ya que la palabra gunai para zarigüeya era wadthan, a diferencia de wille o wollert en idiomas kulin más al oeste. |
| Traralgon                   | Origen incierto. Se cree popularmente que se deriva de las palabras tarra que significa "río" y algon que significa "pececito". Sin embargo, estas palabras no se reflejan en el conocimiento que tienen los lingüistas modernos del idioma gunai, donde, por ejemplo, la palabra para río es wun wun o wurn wurn. Variations of tarla and gany have been recorded meaning "little" and "fish" respectively. |
| Wy Yung                     | Algunas fuentes dan espátula, otros un tipo de pato. |
| Yallourn                    | Posiblemente de un término para "fuego marrón". |
| Yarram                      | Posiblemente de un término Yarraam Yarraam que significa "mucha agua". |
| Yinnar                      | Se cree que proviene de la palabra "mujer". |